# Староятчинское (сельское поселение)
Староятчинское — упразднённое муниципальное образование со статусом сельского поселения в составе Граховского района Удмуртии (Россия).
Административный центр — деревня Старые Ятчи.
Законом Удмуртской Республики от 17.05.2021 № 47-РЗ к 30 мая 2021 года упразднено в связи с преобразованием муниципального района в муниципальный округ.

## Местное самоуправление
Муниципальное образование действует в соответствии с ФЗ-131 «Об общих принципах организации местного самоуправления в Российской Федерации», согласно уставу муниципального образования и имеет трёхуровневую структуру органов местного самоуправления:
1. Глава муниципального образования — Балобанова Алевтина Александровна
2. Представительный орган — Совет депутатов муниципального образования, состоит из 7 депутатов
3. Исполнительно-распорядительный орган — администрация муниципального образования

## Географические данные
Находится на западе района, граничит:
- на западе с Лолошур-Возжинским и Порымозаречным сельскими поселениеми
- на северо-востоке с Кизнерским районом Удмуртии
- на юге с республикой Татарстан

По территории поселения протекает река Умяк.
Общая площадь поселения — 11 279 гектар, из них сельхозугодья — 6 442 гектар.

## История
Муниципальное образование создано 1 января 2006 года в результате муниципальной реформы. Предшественник — Староятчинский сельсовет Граховского района.

### Староятчинский сельсовет
При укрупнении сельсоветов в 1924 году в состав Староятчинского сельсовета Троцкой волости Можгинского уезда были включены 7 населённых пунктов. В 1929 году был образован Граховский район и сельсовет вошёл в его состав. В 1935 году в целях разукрупнения Граховского района из его состава был выделен Бемыжский район, в том числе в новый район вошёл и Староятчинский сельсовет. В 1956 году Бемыжский район расформирован и Староятчинский сельсовет вернулся в состав Граховского района.

## Население
| 2010 | 2012 | 2013 | 2014 | 2015 | 2016 | 2017 |
| ---- | ---- | ---- | ---- | ---- | ---- | ---- |
| 533  | ↘503 | ↘462 | ↘432 | ↘421 | ↘394 | ↘379 |
| 2018 | 2019 | 2020 |      |      |      |      |
| ↘359 | →359 | ↘336 |      |      |      |      |

## Населённые пункты
| Название     | Тип населённого пункта          | Население 2003 год | Почтовый индекс | ОКАТО          |
| ------------ | ------------------------------- | ------------------ | --------------- | -------------- |
| Старые Ятчи  | Деревня, административный центр | 382                | 427747          | 94 212 855 001 |
| Поршур       | Деревня                         | 195                | 427732          | 94 212 811 002 |
| Селянур      | Деревня                         | 202                | 427732          | 94 212 811 004 |
| Русский Куюк | Деревня                         | 62                 | 427732          | 94 212 811 003 |
| Шарберда     | Деревня                         | 45                 | 427747          | 94 212 811 005 |